# Acanthocotyle
Acanthocotyle is een geslacht van platwormen, en het typegeslacht van de familie Acanthocotylidae.

## Soorten
- Acanthocotyle elegans Monticelli, 1890
- Acanthocotyle greeni Macdonald & Llewellyn, 1980
- Acanthocotyle gurgesiella Ñacari, Sepulveda, Escribano & Oliva, 2017
- Acanthocotyle lobianchi Monticelli, 1888
- Acanthocotyle oligoterus (Monticelli, 1899)
- Acanthocotyle pacifica Bonham & Guberlet, 1938
- Acanthocotyle patagonica Kuznetsova, 1975
- Acanthocotyle pugetensis Bonham & Guberlet, 1938
- Acanthocotyle urolophi Kearn, Whittington, Chisholm & Evans-Gowing, 2016
- Acanthocotyle verrillii Goto, 1899
- Acanthocotyle williamsi Price, 1938

### Taxon inquirendum
- Acanthocotyle monticellii Scott, 1902

### Nomen nudum
- Acanthocotyle brachyuropsi Kuznetsova, 1971
- Acanthocotyle scobini Kuznetsova, 1971

### Synoniemen
- Acanthocotyle borealis Brinkmann, 1940 => Acanthocotyle verrillii Goto, 1899
- Acanthocotyle merluccii (Van Beneden & Hesse, 1863) => Anthocotyle merluccii Van Beneden & Hesse, 1863